# Cachoeira Encantada
A Cachoeira Encantada é uma queda d'água localizada no Parque Nacional da Chapada Diamantina, na cidade brasileira de Itaetê, região central da Bahia. Possui uma queda que se prolonga por cerca de 230 metros.
É considerada uma das três cachoeiras mais bonitas da Chapada Diamantina, e está situada a cerca de 32 km da sede municipal, sendo visível na sua trilha inscrições rupestres.
Seu acesso é considerado difícil, numa caminhada que atravessa rios e diversos obstáculos, partindo da localidade chamada Baixão.